# Silvio Marić
Pour les articles homonymes, voir Marić.
Silvio Marić est un footballeur international croate né le 20 mars 1975 à Zagreb. Il jouait au poste de milieu offensif.
Silvio Marić a terminé 3e de la Coupe du monde 1998 avec la Croatie.

## Carrière
- 1993-1998 : Croatia Zagreb  Croatie
- 1995 : HNK Segesta Sisak (prêt)  Croatie
- 1999-2000 : Newcastle United  Angleterre
- 2000-2001 : FC Porto  Portugal
- 2002-2003 : Dinamo Zagreb  Croatie
- 2003-2005 : Panathinaïkos  Grèce
- 2005-2006 : Dinamo Zagreb  Croatie

## Palmarès

### Avec leDinamo Zagreb
- Champion de Croatie en 1993, 1996, 1997, 1998, 1999, 2003 et 2006.
- Vainqueur de la Coupe de Croatie en 1996, 1997, 1998 et 2002.
- Vainqueur de la Supercoupe de Croatie en 2002.

### Avec leFC Porto
- Vainqueur de la Coupe du Portugal en 2001.

### Avec lePanathinaïkos
- Champion de Grèce en 2004.

### Avec laCroatie
- Troisième de la Coupe du monde 1998 (4 matchs, 0 but).